# B.G. (rapper)
Christopher Dorsey (nascido em 3 de setembro de 1980), melhor conhecido como B.G. (apreviação de "Baby Gangsta" ou "B. Gizzle") é um rapper americano de Nova Orleans, Louisiana. Ele começou sua carreira musical assinando com a Cash Money Records em 1993, com Lil Wayne (conhecido como Baby D.). Ambos, junto com os rappers Juvenile e Turk, formaram o grupo Hot Boys em 1997. Em 2001, resignou com a Cash Money Records, e criou sua própria gravadora, Chopper City Records. Em 18 de julho de 2012, B.G. foi sentenciado a ficar 14 anos na prisão por posse de arma e subornação de testemunha.

## Discografia
- 1996: Chopper City
- 1997: It's All on U, Vol. 1
- 1997: It's All on U, Vol. 2
- 1999: Chopper City in the Ghetto
- 2000: Checkmate
- 2003: Livin' Legend
- 2004: Life After Cash Money
- 2005: The Heart of tha Streetz, Vol. 1
- 2006: The Heart of tha Streetz, Vol. 2 (I Am What I Am)
- 2009: Too Hood 2 Be Hollywood